# Islote Puente
El Islote Puente, también conocido como islote Luisoni es un pequeño islote marítimo deshabitado de la Argentina, ubicado en el Departamento Florentino Ameghino de la Provincia del Chubut. Sus medidas máximas son 320 metros de longitud y 290 metros de ancho máximo. Presenta una forma oval con el eje mayor en sentido noroeste-sudeste. Se halla en el mar Argentino, en la boca de entrada a la bahía Melo, en el extremo norte del golfo San Jorge. La distancia a la costa continental es de aproximadamente 1,7 kilómetros.
El Islote Puente forma parte de un pequeño archipiélago ubicado en la entrada de la bahía Melo, que también integran los islotes Page o Luisoni (del cual se encuentra a 1,6 kilómetro al sudeste), Laguna, e Massa (del cual se encuentra a 1,1 kilómetro al este), así como otros islotes y rocas menores.
Se trata de un islote rocoso que presenta restingas en sus costas. En este islote existían guaneras que fueron explotadas comercialmente hasta principios de la década de 1990.
En 2008 se creó el Parque Interjurisdiccional Marino Costero Patagonia Austral, el cual incluye al islote Puente.